# Florian Cenôwa
Florian Cenôwa (← cașubiană, poloneză Florian Ceynowa sau Florian Cejnowa, n. 4 mai 1817, Sławoszyno, Cașubia, Polonia, d. 26 martie 1881, Bukowiec, voievodatul Cuiavia și Pomerania, Polonia) a fost un activist naționalist cașubian și savantul folclorului și limbii cașubiene, doctor. A propus ortografia standarizată pentru cașubiana, care rămâne în uz până astăzi.